# Mountain Ranch
Mountain Ranch, antiguamente conocido como El Dorado y El Dorado Town, es un lugar designado por el censo ubicado en el condado de Calaveras en el estado estadounidense de California. En el año 2000 tenía una población de 1.557 habitantes y una densidad poblacional de 14.6 personas por km².

## Geografía
Mountain Ranch se encuentra ubicado en las coordenadas 38°13′42″N 120°32′27″O / 38.22833, -120.54083. Según la Oficina del Censo, la ciudad tiene un área total de 106,9 km² (41,3 mi²), de la cual 106,7 km² (41,2 mi²) es tierra y 0,2 km² (0,1 mi²) (0.15%) es agua.

## Demografía
Según la Oficina del Censo en 2000 los ingresos medios por hogar en la localidad eran de $38,311, y los ingresos medios por familia eran $39,324. Los hombres tenían unos ingresos medios de $33,864 frente a los $33,289 para las mujeres. La renta per cápita para la localidad era de $19,594. Alrededor del 13.5% de la población estaban por debajo del umbral de pobreza.